# Словенська Вас (Півка)
Словенська Вас (словен. Slovenska vas) — поселення в общині Півка, Регіон Нотрансько-крашка, Словенія. Висота над рівнем моря: 566,2 м.